# IC 3488
IC 3488 је спирална галаксија у сазвјежђу Береникина коса која се налази на листи објеката дубоког неба у Индекс каталогу.
Деклинација објекта је + 26° 20' 59" а ректасцензија 12h 33m 8,4s. Привидна величина (магнитуда) објекта IC 3488 износи 15,2 а фотографска магнитуда 16,0. IC 3488 је још познат и под ознакама MCG 5-30-19, CGCG 159-14, NPM1G +26.0282, KUG 1230+266, PGC 41671.